# Нельша (село)
Нельша — село в Тейковском районе Ивановской области России, входит в состав Нерльского городского поселения.

## География
Село расположено в 7 км на северо-восток от центра поселения посёлка Нерль и в 20 км на юго-запад от райцентра города Тейково близ автодороги 24Н-288 Тейково — Гаврилов Посад.

## История
В первый раз село упоминается в «правой грамоте великого князя Московского Ивана Васильевича» во второй половине XV века. Из «правой грамоты великого князя Ивана Ивановича», относящейся к 1476—1490 годам, видно, что спорное селище Медведево оставлено за Спасо-Евфимиевым монастырем. В 1695 году на средства прихожан в селе была построена деревянная церковь на каменном фундаменте. Престолов в церкви было два: в холодной — в честь Богоявления Господня, в теплом приделе — во имя Святителя и Чудотворца Николая. В 1893 году приход состоял из села (25 дворов) и деревень Попково, Софьино, Ергуницы. Всего мужчин — 196, женщин — 204. В годы Советской Власти церковь была утрачена. В 1997 году на месте бывшей деревянной церкви была построена Часовня Богоявления Господня
В конце XIX — начале XX века село являлось центром Нельшинской волости Суздальского уезда Владимирской губернии.
С 1929 года село являлось центром Нельшинского сельсовета Тейковского района, с 1954 года — в составе Сахтышского сельсовета, с 2005 года — в составе Нерльского городского поселения.

## Население
| 1859 |
| ---- |
| 235  |

| 1859 | 1905 | 2010 |
| ---- | ---- | ---- |
| 235  | ↗264 | ↘170 |